# Конвенція про розповсюдження несучих програми сигналів, що передаються через супутники
Конве́нція про розповсю́дження несу́чих програ́ми сигна́лів, що передаю́ться че́рез супу́тники — юридично обов'язкова для держав-учасниць міжнародна угода, яка передбачає обов'язок кожної договірної держави вживати заходів щодо запобігання розповсюдженню на своїй або зі своєї території будь-якого несучого програмного забезпечення, переданого на супутник або через нього будь-яким розповсюджуючим органом, для якого сигнал не передбачається.